# توليو مارافيلها
توليو أومبرتو بيريرا كوستا (2 يوليو 1969 - ) هو لاعب كرة قدم برازيلي كان يلعب كمهاجم. عرف بإسم توليو أو توليو مارافيلها لعب في العديد من النوادي البرازيلية مثل نوادي غوياس وبوتافوغو ريغاتاس وفيتوريا وكورينثيانز وفلومينينسي وكروزيرو ونوادي محلية أقل شهرة، وفي أوروبا لم يلعب سوى لفترة قصيرة في نادي سيون السويسري ونادي أويبست الهنغاري.

## مسيرته الاحترافية
تألق توليو خلال فترة لعبه في نادي بوتافوجو ووصل فيها ثلاث مرات كهداف أول في البرازيل في سنوات 1989 و1994 و1995، وأوصل ناديه إلى الفوز بالدوري البرازيلي لكرة القدم في سنة 1995 مع إحرازه 23 هدف في البطولة، وفي سنة 1992 أوصل نادي سيون إلى اقتناص بطولة دوري السوبر السويسري. بعد ذلك أصبح توليو لا يلعب في النادي الواحد لأكثر من موسم وفضل التنقل بين العديد من النوادي البرازيلية وغيرها.

## روابط خارجية
- توليو مارافيلها على موقع قاعدة بيانات كرة القدم.إي يو (الإنجليزية)
- توليو مارافيلها على موقع ناشيونال فوتبول تيمز (الإنجليزية)
- توليو مارافيلها على موقع Soccerway.com (الإنجليزية)
- توليو مارافيلها على موقع عالم كرة القدم.نت (الإنجليزية)